# Neogrubea seriolellae
Neogrubea seriolellae är en plattmaskart som beskrevs av Dillon och Hargis 1968. Neogrubea seriolellae ingår i släktet Neogrubea och familjen Mazocraeidae. Inga underarter finns listade i Catalogue of Life.